# The New Day
The New Day – stajnia w profesjonalnym wrestlingu występująca w federacji WWE w brandzie Raw. Jego członkami są Kofi Kingston i Xavier Woods. 
Są trzykrotnymi posiadaczami WWE Raw Tag Team Championship, gdzie ich drugie panowanie mistrzowskie (trwające 483 dni) było najdłuższym w historii WWE. The New Day broniło tytułów zgodnie z zasadą Freebird Rule (wszyscy członkowie grupy byli mistrzami). W 2020 roku, Big E został zmuszony opuścić drużynę z powodu draftu.
Stajnia zadebiutowała w listopadzie 2014. Niespełna pół roku później na gali Extreme Rules po raz pierwszy zdobyli WWE Tag Team Championship, lecz w następnym miesiącu stracili tytuły na rzecz The Prime Time Players. Drugi raz stali się mistrzami na gali SummerSlam. Ich drugie panowanie trwało ponad 16 miesięcy, wskutek czego posiadali mistrzostwa najdłużej w historii. 14 grudnia 2016 stali się również najdłużej panującymi mistrzami tag-team w historii (biorąc pod uwagę wszystkie tytuły tag-team federacji), gdzie przebili rekord 478 dni utrzymywany przed grupę Demolition. Do tego byli najdłużej panującymi mistrzami od dwóch dekad; stracili tytuły w grudniu 2016 na rzecz Cesaro i Sheamusa.
Przez pierwsze miesiące istnienia grupy, krytycy i fani negatywnie reagowali na rozpisanie ich postaci w telewizji, wskutek czego w kwietniu 2015 stali się antagonistami. Od tego momentu zaczęli otrzymywać pozytywne reakcje ze względu na dawaną rozrywkę publiczności oraz lepsze występy w ringu. W 2015 zostali wybrali wrestlerami roku przez magazyn Rolling Stone, zaś czasopismo Wrestling Observer Newsletter przyznało im nagrodę "Najlepszy gimmick". Stali się jedynym triem, które w 2015 i 2016 otrzymało tytuł "Tag Team roku" w czasopiśmie Pro Wrestling Illustrared. Znacznie większa popularność grupy doprowadziła do przemiany ich charakterów na protagonistów na początku 2016.

## Historia

### Wczesne kariery i formacja
Kingston zadebiutował w federacji w brandzie ECW w styczniu 2008 i od tamtego czasu zdobył wiele mistrzostw takich jak Intercontinental Championship, United States Championship, World Tag Team Championship i WWE Tag Team Championship. Big E zaczął swoją karierę w NXT, stając się drugim NXT Championem po pokonaniu Setha Rollinsa. 17 grudnia 2012 na odcinku Raw zadebiutował w głównym rosterze, atakując Johna Cenę i dołączając do Dolpha Zigglera i AJ Lee. W 2013 zdołał zdobyć Intercontinental Championship. Woods podpisał kontrakt z WWE w 2010 i pracował w NXT, po czym 18 listopada 2013 zadebiutował w głównym rosterze na Raw.
21 lipca 2014 na odcinku Raw po tym, jak Big E i Kingston odnieśli kolejną przegraną jako tag team, Woods wszedł do ringu i zaczął do nich przemawiać. Zadeklarował, że nie mogą już więcej "całować małe dzieci i ściskać dłonie", a także że jest to "ich czas by zabłysnąć". Duo dołączyło do Woodsa i następnego dnia na Main Event, Woods był menadżerem Big E i Kingstona, pomagając im wygrać walkę ze Slater Gator (Heathem Slaterem i Titusem O’Neilem). Jednakże, grupa szybko zniknęła z tygodniówek (aczkolwiek kontynuowali pojawianie się razem na house showach).
Od 3 listopada na Raw, WWE zaczęło emitować winietki zapowiadające debiut Big E, Kingstona i Woodsa jako ugrupowania pod nazwą The New Day, z gimmickiem face'owych czarnoskórych wesołków. The New Day zadebiutowało w ringu 28 listopada na SmackDown, wygrywając walkę z Titusem O’Neilem, Heathem Slaterem i Curtisem Axelem. 1 grudnia na Raw, Woods i Kingston zawalczyli w tag team turmoil matchu wyłaniającego 1. pretendentów do WWE Tag Team Championship, eliminując Goldusta i Stardusta, po czym zostali wyeliminowani przez Tysona Kidda i Cesaro. 5 grudnia na SmackDown, Woods i Kingston pokonali Kidda i Cesaro za pomocą kombinacji pendulum backbreaker i diving double foot stomp. Na TLC Kickoff Show, Big E i Kingston pokonali Goldusta i Stardusta.
5 stycznia 2015 na Raw, podczas gdy Big E prawie pokonał Adama Rose'a, Kidd i Cesaro przebrani za Rosebuds zainterweniowali i zaatakowali Woodsa, po czym wykonali ich finisher na Big E w ringu. Na Royal Rumble, nieprzerwane pasmo zwycięstw New Day zostało zakończone, gdy zostali pokonani przez Cesaro i Tysona Kidda. 27 marca na Superstars, The New Day pokonało The Ascension. Na WrestleManii 31 w pre-show odbył się Fatal 4-Way match o WWE Tag Team Championship, w którym również wzięli udział New Day, lecz nie zdołali zdobyć tytułów.
Następnej nocy na Raw, zespół wziął udział w 8-man tag team matchu wraz z The Lucha Dragons przeciwko Cesaro, Kiddowi i The Ascension. Podczas walki, publika zaczęła negatywnie odbierać New Day, skandując "New Day sucks!", gdzie ów chant utrzymywał się przez następne tygodnie. Spytani o reakcje publiki 6 kwietnia podczas wywiadu na zapleczu, The New Day oznajmiło, że zabolało ich to i od teraz zaczną agresywniej podchodzić do walk z rywalami, zachowując swój optymistyczny charakter. Podczas ich walki przeciwko Lucha Dragons, Kingston wykonał nielegalny cios poza ringiem pomimo nie bycia członkiem walki. Ten akt potwierdził trio przejście heelturnu, gdzie od następnych tygodni zaczęli się pojawiać jako komediowi heele. 20 kwietnia na Raw, The New Day pokonało Lucha Dragons stając się 1. pretendentami do tytułów na Extreme Rules po tym, jak Woods przytrzymał nogi Sin Cary nie pozwalając mu wstać po odliczeniu przez sędziego do 10.

### WWE (Raw) Tag Team Champions (2015–2016)
Na Extreme Rules, The New Day pokonało Tysona Kidda i Cesaro zdobywając WWE Tag Team Championship; Big E i Kingston walczyli w pojedynku, lecz WWE również uznało Woodsa jako mistrza przy pomocy zasady Freebird Rules, która mówi, iż dwóch dowolnych członków drużyny może bronić tytułów. 4 maja na Raw, New Day pokonało Romana Reignsa i Randy'ego Ortona w 3-on-2 handicap matchu. The New Day obroniło swoje tytuły na Payback w 2-out-of-3 falls matchu, gdzie Woods zdobył trzecie przypięcie na Cesaro po tym jak sędzia pomylił Woodsa z Kingstonem jako legalnego członka w walce. Następnej nocy na Raw zostało ogłoszone, że The New Day będzie broniło swoich tytułów na Elimination Chamber w pierwszym w historii tag team Elimination Chamber matchu, w którym we trójkę mogli wspólnie uczestniczyć. Na gali obronili tytuły, pokonując Tysona Kidda i Cesaro, The Lucha Dragons, The Ascension, Los Matadores i The Prime Time Players. 14 czerwca na Money in the Bank, Kingston przegrał w ladder matchu o walizkę Money in the Bank na WWE World Heavyweight Championship, podczas gdy Woods i Big E stracili tytuły tag team na rzecz Prime Time Players. 4 lipca na gali The Beast in the East, Kingston przegrał z Brockiem Lesnarem, zaś Big E i Woods z The Lucha Dragons. New Day (Big E i Kofi) przegrali w rewanżu o tytuły z The Prime Time Players na Battleground.
New Day zdobyło po raz drugi tytuły mistrzowskie po tym jak pokonali Prime Time Players, Los Matadores i The Lucha Dragons w tag team Fatal 4-Way matchu na SummerSlam. Następnej nocy na Raw, The Dudley Boyz powrócili do WWE i zaatakowali New Day, wykonując między innymi Dudley Death Drop na Woodsie przez stół. 14 września na Raw, Big E i Kofi pokonali Prime Time Players w rewanżu, po czym na Night of Champions przegrali z The Dudley Boyz przez dyskwalifikację, zachowując tytuły. 28 września na Raw, Woods odpowiedział na open challenge Johna Ceny o United States Championship, lecz Cena obronił tytuł przez dyskwalifikację po interwencji Kingstona i Big E. Tej samej nocy, The New Day pokonało Cenę i Dudley Boyz w six-man tag team matchu. Na Live from Madison Square Garden odbył się rewanż z Night of Champions, gdzie Woods został zdyskwalifikowany i ponownie obronili mistrzostwa, lecz Woods otrzymał 3D przez stół, przez co nie pojawił się włącznie do Hell in a Cell. Na owej gali, pomimo jego braku, Kingston i Big E obronili tytuły mistrzowskie ponownie pokonując Dudley'ów.
The New Day poprowadziło swoją drużynę na Survivor Series, do której zaliczali się King Barrett i Sheamus, lecz grupa opuściła tę dwójkę po tym gdy Big E został wyeliminowany. Następnej nocy na Raw, New Day celebrowało rocznicę bycia drużyną i jednocześnie WWE Tag Team Championami, wyzywając do walki Lucha Dragons i The Usos. Ostatecznie wycofali się z tego ostatniego pomysłu, jednakże tydzień później Usos i Lucha Dragons zawalczyli w walce o bycie 1. pretendentami. Przez to, iż New Day zainterweniowało w walce i nie wyłoniono konkretnych pretendentów, wyznaczono Triple Threat Tag Team Ladder match na TLC. The New Day sukcesywnie obroniło tytuły po tym, jak Woods wykonał cios swoim puzonem w Kalisto stojącym na drabinie, pozwalając Kingstonowi ściągnąć pasy wiszące nad ringiem. W 2016, New Day zaczęło feud z Chrisem Jericho, dzięki któremu The Usos zostało nowymi pretendentami na Royal Rumble. Na gali PPV, New Day ponownie obroniło pasy. Tej samej nocy, Kingston wziął udział w Royal Rumble matchu, unikając eliminacji przez wylądowanie na ramionach Big E, lecz kilka minut później został wyeliminowany z walki przez Jericho. Na gali Fastlane pojawili się w The Cutting Edge Peep Show; wyśmiali Edge'a, Christiana i League of Nations. Odmówili walki z The League of Nations, twierdząc, że "dziś mają dzień odpoczynku". W następnych tygodniach rywalizowali z Y2AJ (Chris Jericho i AJ Styles), 7 marca na Raw zdołali pokonać ich w walce o Tag Team Championship. W tym samym tygodniu ogłoszono, że 12 marca, na gali Roadblock, zmierzą się z Sheamusem i Kingiem Barrettem w starciu o pasy mistrzowskie; na gali odnieśli zwycięstwo. Dzień później pokonali Alberto Del Rio i Ruseva. Po walce trio zostało zaatakowane przez członków League of Nations, co zapieczętowało face turn The New Day. Przyjęli również wyzwanie League of Nations na walkę na WrestleManii 32. Starcie przegrali, lecz zdołali pokonać przeciwników następnego dnia na odcinku Raw, kończąc rywalizację.
W kwietniu The New Day ogłosiło turniej o miano pretendenckie do posiadanych przez nich tytułów. Na gali Payback odbył się finał turnieju; zawalczyli w nim The Vaudevillains oraz Enzo Amore i Colin Cassady. Pojedynek zakończył się no-contestem. The Vaudevillains otrzymali szansę walki o WWE Tag Team Championship na gali Extreme Rules, lecz The New Day zdołało obronić tytuły. The New Day wygrało Fatal 4-Way Tag Team match o WWE Tag Team Championship na Money in the Bank, po czym rozpoczęło rywalizację z powracającą frakcją The Wyatt Family. Po ostrej wymianie zdań i ciosów ogłoszono, że dwie drużyny zmierzą się ze sobą na gali Battleground. W lipcu, w wyniku WWE Draftu, The New Day stało się częścią brandu Raw. 20 lipca 2016, trio stało się najdłużej panującymi WWE Tag Team Championami w historii mistrzostwa, bijąc poprzedni rekord Paula Londona i Briana Kendricka wynoszący 331 dni. Po tym jak SmackDown otrzymało WWE SmackDown Tag Team Championship, nazwy tytułów zmieniono analogicznie na WWE Raw Tag Team Championship. 1 sierpnia na tygodniówce Raw, Big E odniósł kontuzję (część storyline'u) przez Luke'a Gallowsa i Karla Andersona. Na gali SummerSlam, Big E powrócił i zaatakował Gallowsa i Andersona podczas ich walki z Kingstonem i Woodsem, przez co ci pierwsi wygrali walkę przez dyskwalifikację. Na gali Clash of Champions, The New Day obroniło tytuły ponownie pokonując Gallowsa i Andersona. 31 października na tygodniówce Raw, The New Day ogłosiło siebie jako kapitanów drużyny tag-teamowej Raw w 10-on-10 Survivor Series Elimination tag team matchu na gali Survivor Series. Drużyna została szybko wyeliminowana z pojedynku przez The Usos. Dzień później na tygodniówce Raw pokonali Cesaro i Sheamusa przy pomocy interwencji ze strony Woodsa.
12 grudnia na odcinku Raw po skutecznej obronie tytułów w dwóch Triple Threat matchach (najpierw przeciwko Sheamusowi i Cesaro oraz Gallowsowi i Andersonowi, a potem przeciwko Kevinowi Owensowi i Chrisowi Jericho oraz Sethowi Rollinsowi i Romanowi Reignsowi), New Day pobiło rekord Demolition w najdłuższym panowaniu jako mistrzowie tag team w historii WWE. Demolition posiadało rekord posiadając tytuły World Tag Team Championship. Na gali Roadblock: End of the Line z 18 grudnia, New Day ostatecznie straciło tytuły na rzecz Sheamusa i Cesaro, kończąc ich panowanie przy ilości 483 dni.

### SmackDown (od 2017)
Na przestrzeni pierwszego kwartału roku nie występowali w większych scenariuszach. Zostali ogłoszeni prowadzącymi WrestleManii 33, na której nie zawalczyli. 3 kwietnia podczas tygodniówki Raw przegrali z debiutującymi The Revival (Dashem Wilderem i Scottem Dawsonem). 11 kwietnia podczas obywającego się Superstar Shake-up, The New Day zostało przeniesione do rosteru SmackDown.

## Charakterystyka i odbiór
Początkowo scharakteryzowani jako stereotypowi afroamerykanie, grupa szybko odsunęła się od tego stylu i rozwinęła własną tożsamość. Członkowie New Day często występują jako podekscytowani i pozytywni wrestlerzy, którzy często nawołują publikę do klaskania wraz z nimi. W 2015, Woods zaczął pojawiać się z puzonem (który nazwał później 'Francesca'), gdzie podczas walk swoich przyjaciół gra na niej różne motywy. Pod koniec owego roku, New Day zaprezentowało swój kolejny symbol, którym były rogi jednorożców, przy czym trio zaczęło wykonywać gestykulacje używając palców i rogów, uznając to za "magię jednorożców".

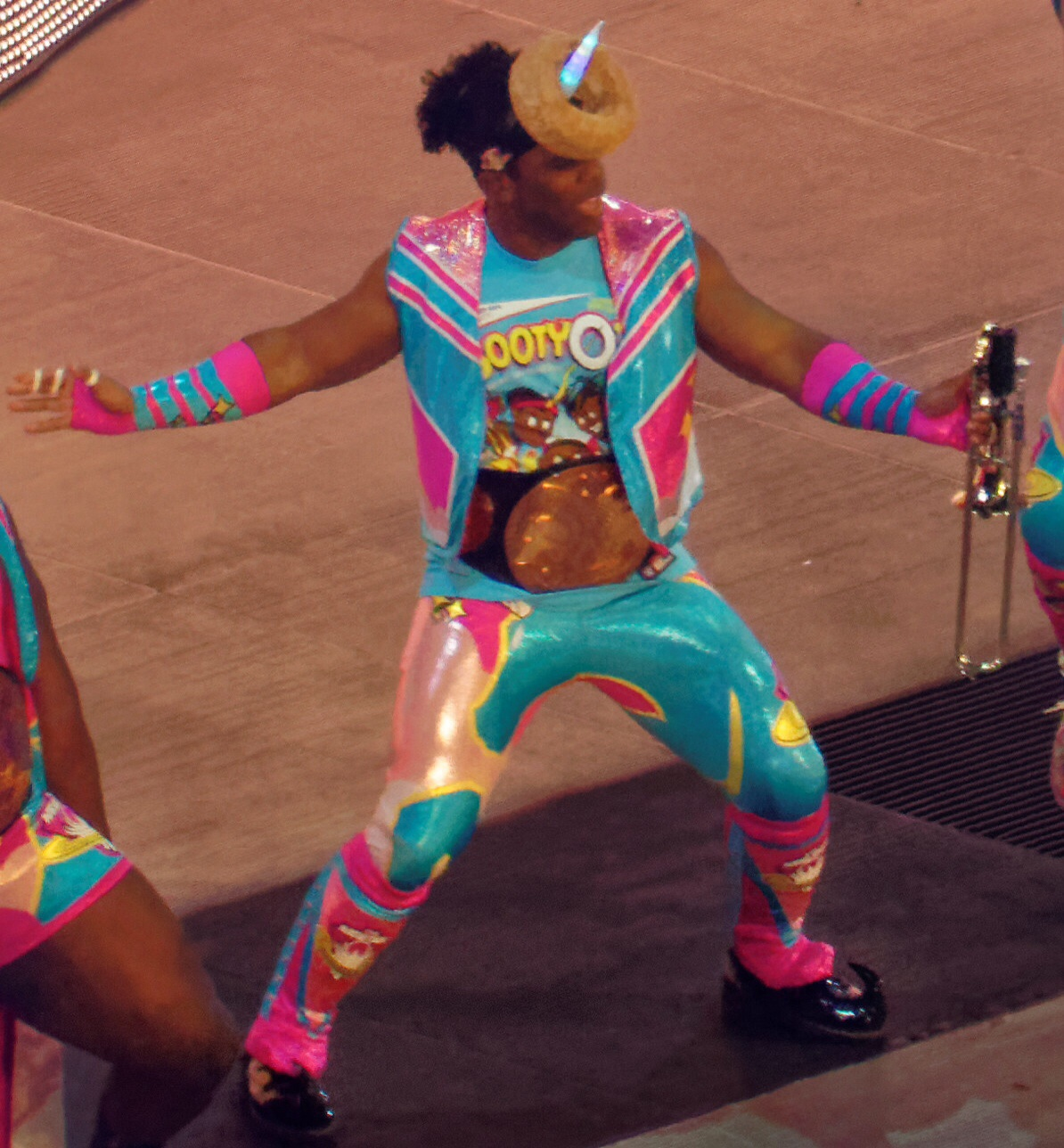
Xavier Woods wraz z jego puzon "Francesca". Płatki śniadaniowe "Booty-O's" i rogi jednorożców są charakterystyczne dla ich postaci

Na początku grupa otrzymywała bardzo negatywne opinie od fanów i krytyków. Jim Ross powiedział, że "dzisiejsi fani wrestlingu mogą trochę trudno przyjąć to utalentowane trio przez ich charakter bycia pozytywnymi". ProWrestling.net napisało, że New Day "ma być drużyną, która się uśmiecha i tańczy; jest to jeden z trzech stereotypów czarnoskórych wrestlerów w WWE". Strona The A.V. Club nazwała ich gimmick "rasistowskim", gdyż "oni nadmiernie zachowują się jak stereotypowi afroamerykanie podczas ich wejściówki do ringu".
The New Day zaczęło otrzymywać coraz bardziej pochlebne opinie od fanów i krytyków od połowy 2015, kiedy stali się heelami i zaczęto im poświęcać więcej czasu na walki i wygłaszanie prom w ringu. W tym czasie, publika zaczęła częściej krzyczeć "New Day rocks" wraz z drużyną, pomimo bycia złymi postaciami w telewizji. Kenny Herzog z Rolling Stone utytułował ich mianem "wrestlerów roku" 2015 argumentując, że "są hat-trickiem wrestlingu w tych czasach" oraz "przekształcili się z nudnej drużyny w źródło rozrywki tej branży". Członek UFC i była gwiazda WWE CM Punk pochwalił New Day za bycie sobą i dawanie sporej dawki rozrywki. Pod koniec 2015, grupa wygrała nagrodę "Najlepszy gimmick" od Wrestling Observer. Mimo tego, New Day otrzymało trochę krytyki; Jim Ross i Jason Powell z ProWrestling.net wspólnie zgodzili się, że New Day powinno zdobywać trochę więcej negatywnej reakcji w porównaniu do bycia komikami. Po Royal Rumble, James Caldwell z PWtorch powiedział, że "gdy New Day walczy z face'ową drużyną, ich rywale są zwykle wybuczani, gdyż New Day jest za bardzo w zgodzie z publiką", dodając, że grupa "nie zachowuje się jak typowe złe postaci, by otrzymać negatywne reakcje".

## Styl walki
- Finishery drużynowe

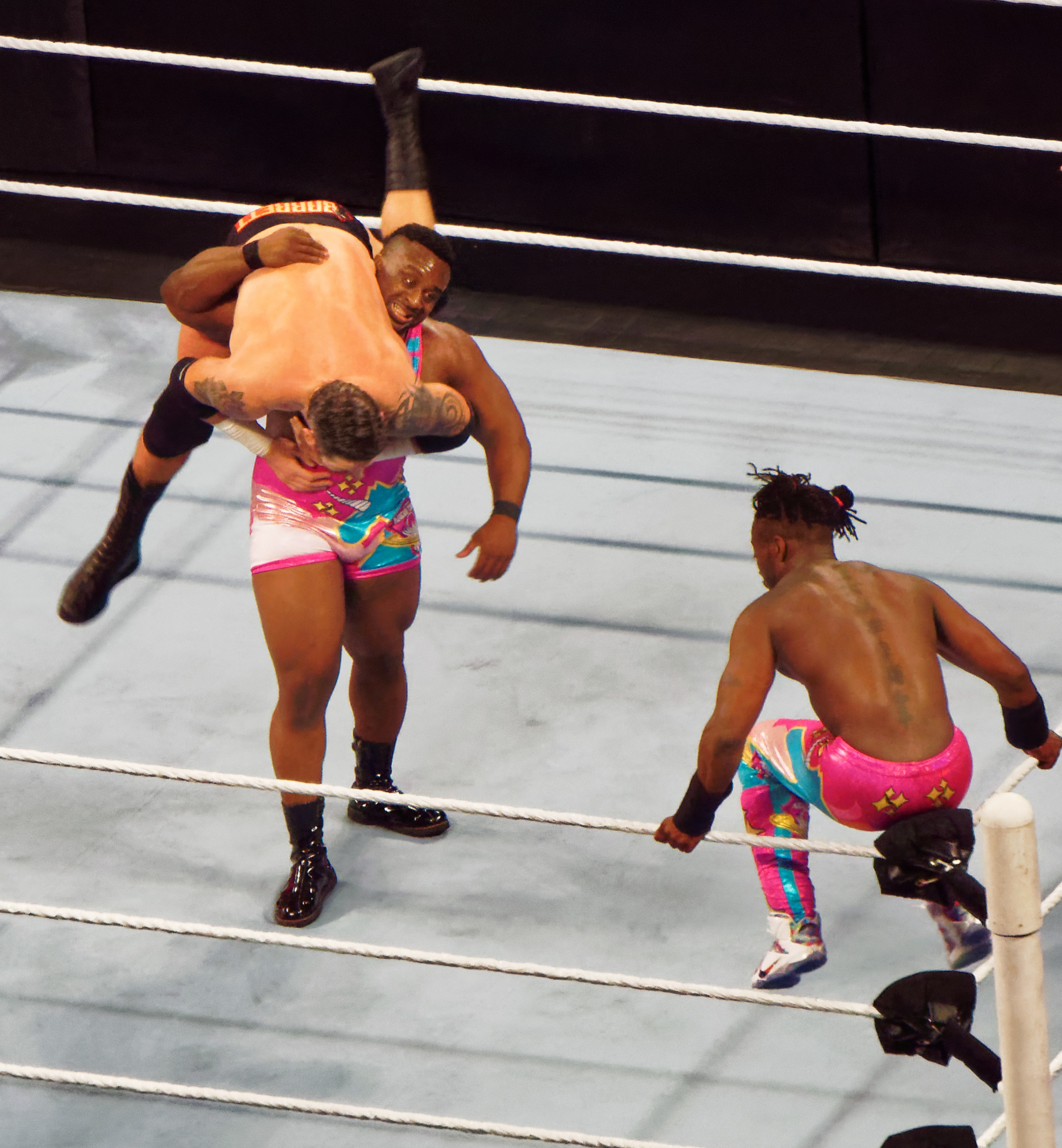
Big E i Kingston wykonujący Midnight Hour na Kingu Barrecie

  - Midnight Hour (kombinacja Over-the-shoulder facebuster (Big E) i diving DDT (Kingston lub Woods))[63]
  - Kombinacja Pendulum backbreaker (Big E, Kingston lub Woods) i diving double foot stomp (Kingston lub Woods)[18][64][65][66][67]
- Inne ruchy drużynowe
  - Unicorn Stampede (Wielokrotne kopnięcia w siedzącego przeciwnika w narożniku z częstymi zmianami dozwolonego uczestnika)[68][69][70][71], czasem z dodaniem Irish whipu i corner dropkicku[72][73]
- Finishery Big E
  - Big Ending[74] (Over-the-shoulder facebuster)[75][76]
  - Running splash
- Finishery Kingstona
  - Trouble in Paradise[77] (Jumping corkscrew roundhouse kick)
  - SOS (Ranhei)[78]
- Finishery Woodsa
  - Lost in the Woods[74] (Inverted stomp facebreaker)[79]
  - Shining Wizard[80]
- Motywy muzyczne
  - "New Day, New Way" ~ Jim Johnston[81] (od 28 listopada 2014)

## Mistrzostwa i osiągnięcia
- Pro Wrestling Illustrated
  - Tag Team roku (2015)

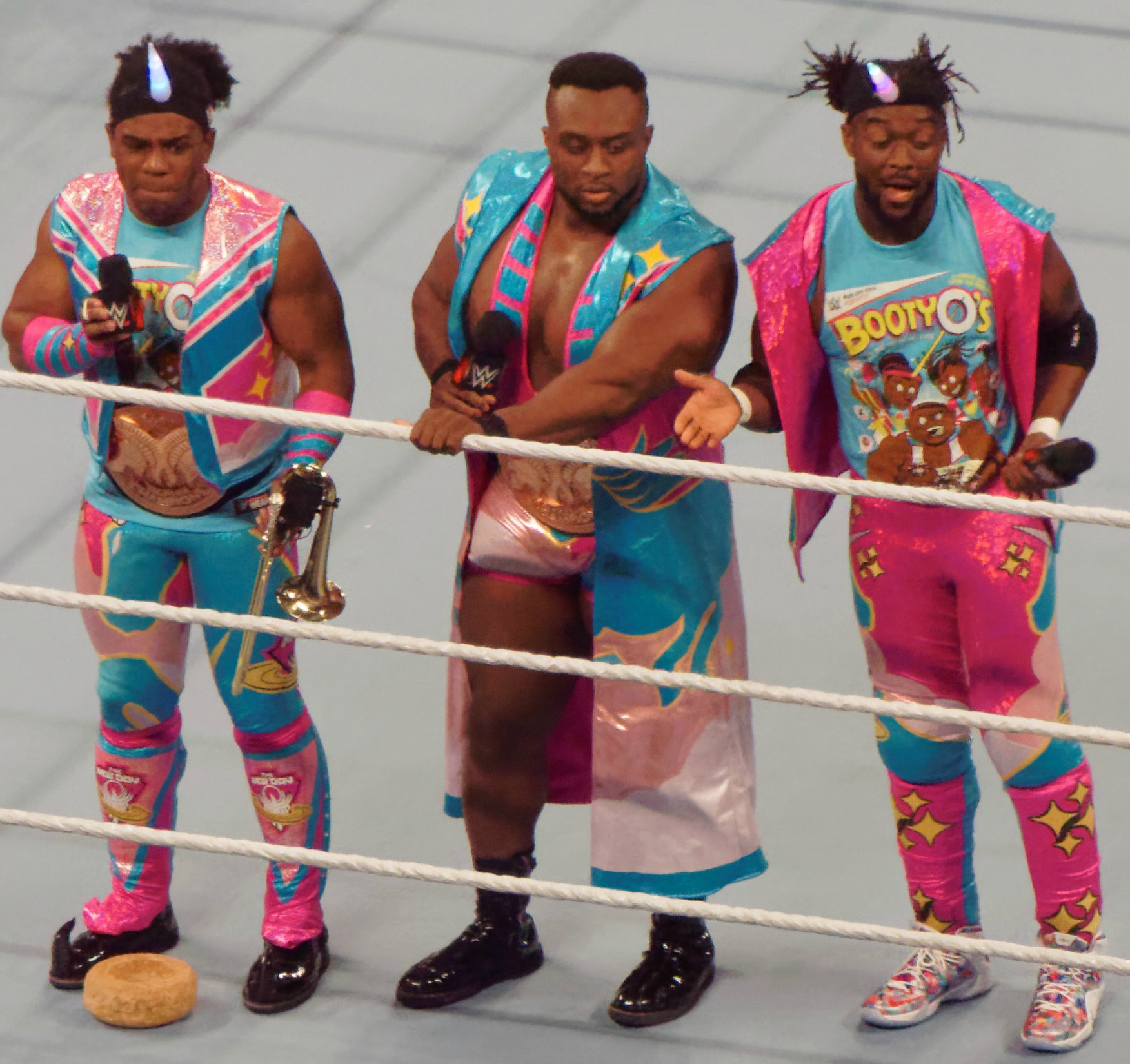
The New Day są czterokrotnymi i najdłużej panującymi WWE Raw Tag Team Championami

  - PWI umieściło Big E na 24. miejscu w top 500 wrestlerów rankingu PWI 500 w 2014[82]
  - PWI umieściło Kofi'ego Kingstona na 42. miejscu w top 500 wrestlerów rankingu PWI 500 w 2016[83]
  - PWI umieściło Xaviera Woodsa na 58. miejscu w top 500 wrestlerów rankingu PWI 500 w 2016[83]
- Rolling Stone
  - Comeback of the Year (2015)[84]
  - Second-Best Heels (2015)[85]
  - WWE Wrestlers of the Year (2015)[6]
- Wrestling Observer Newsletter
  - Najlepszy Gimmick (2015)[61]
- WWE
  - WWE Raw Tag Team Championship (4 razy)[a][7] - Kingston, Woods i Big E (2), Kingston i Woods (2)
  - WWE SmackDown Tag Team Championship (7 razy)[86] - Kingston, Woods i Big E (6), Kingston i Woods (1)
  - WWE Championship (1 raz) - Kingston[87]
  - Mecz roku (2019) - (Kingston vs. Daniel Bryan na WrestleMania 35)[88]
  - Trzynasty Grand Slam Champion (Obecny format) - Kingston
  - Dwudziesty Grand Slam Champion (Klasyfikacja generalna) - Kingston
  - Trzydziesty Triple Crown Champion - Kingston
  - Turniej SmackDown Tag Team Championship (2018) - Wygrana
  - WWE Year-End Awards (2 razy)
    - Tag Team of the Year (2019)[89]
    - Moment of the Year (2019) - Kingston (zdobywając WWE Championship na WrestleMania)[89]

  - Slammy Awards (1 raz)
    - Ring Gear of the Year (2020)[90]